# Theodor Werner (Pfarrer)
Ludwig Bernhard Wilhelm Theodor Werner (* 12. Juni 1892 in Homberg (Efze); † 10. November 1973 in Celle) war ein deutscher evangelisch-lutherischer Theologe, Liturgiker, Hymnologe und Kirchenlieddichter.

## Leben
Theodor Werner wuchs ab 1900 in Verden (Aller) auf, wo sein Vater Otto Werner bis 1940 Pastor der zur Hannoverschen evangelisch-lutherischen Freikirche gehörenden Zionsgemeinde war. Theodor Werner studierte Evangelische Theologie, Philosophie und Musik in Leipzig und legte dort 1914 das Erste Theologische Examen ab. Hier trat er dem Leipziger Wingolf bei. Nach dem Vikariat in der St.-Pauli-Gemeinde in Gistenbeck und dem Zweiten Theologischen Examen wurde er 1916 Pfarrer der Kleinen Kreuzgemeinde in Hermannsburg. Dort entfaltete er eine intensive seelsorgerische und kirchenmusikalische Tätigkeit, u. a. durch Gründung eines gemeinsamen Chores der (damals) drei kirchlich getrennten lutherischen Gemeinden in Hermannsburg.
1929 wechselte Werner in den Dienst der Evangelisch-Lutherischen Landeskirche Mecklenburgs. Er wurde Pastor in Schloen und 1932 Pastor der St.-Nicolai-Kirche (Schelfkirche) in Schwerin. In der Spätzeit der Weimarer Republik war er Mitglied der nationalkonservativen Christlich-deutschen Bewegung. Nach Kriegsende wurde er Oberkirchenrat und erlangte die Lizenz für die Mecklenburgische Kirchenzeitung. Ab 1946 war er Landessuperintendent und Domprediger in Schwerin, ab 1948 zugleich Dozent für Liturgik und Hymnologie am staatlichen Konservatorium und am landeskirchlichen Predigerseminar in Schwerin. Er war an der Erarbeitung des Evangelischen Kirchengesangbuchs beteiligt. 1950 wurde er Mitglied im Deutschen Friedenskomitee.
1953 ging er nach Niedersachsen zurück und wurde Pastor der Evangelisch-lutherischen Landeskirche Hannovers in Moringen. Seinen Ruhestand verlebte er ab 1960 in Celle.
Theodor Werner war zweimal verheiratet. Der ersten Ehe entstammten drei, der zweiten zwei Kinder.

## Gesangbuchlieder
- Bleib bei mir, Herr! Der Abend bricht herein (1952), Nachdichtung von Henry Francis Lytes Abend- und Sterbelied Abide with me mit der Melodie von William Henry Monk (EG 488; EKG Rheinland-Westfalen-Lippe 492); Evangelisch-Lutherisches Kirchengesangbuch² der SELK 780
- Dir, Herr, sei Lob und Ehre, Gloria-Patri-Strophe (EG Nordelbien 658)
- Dir, Vater, der du ewig bist, Gloria-Patri-Strophe (EG Nordelbien 659)
- Gott, dir sei Preis und Ehre, Gloria-Patri-Strophe (EG Nordelbien 660)
- O Jesu, all die Deinen willst du stets um dich sehn (1952), Nachdichtung des Abendmahlsliedes O Jesu, än de dina von Frans Michael Franzén (EKG Rheinland-Westfalen-Lippe 483)
- Dies ist die Nacht, da mir erschienen, Melodie von Theodor Werner (1922), Text: Kaspar Friedrich Nachtenhöfer (1684) (Evangelisch-Lutherisches Kirchengesangbuch² der SELK 353)